# The Vault (Ashanti)
The Vault è una raccolta di canzoni mai pubblicate prima della cantante Ashanti. Il disco è stato pubblicato il 14 ottobre 2008 dalla AJM Records. Le canzoni contenute nel disco sono state scritte e registrate da Ashanti fra il 2001 ed il 2002.

## Tracce
1. Imagine Life – 3:52
2. Don't Need You – 3:43
3. Let's Do Something Crazy (feat. Flo Rida) – 4:08
4. Pretty Little Flower (feat. J Star) – 3:45
5. Where I Stand – 4:12
6. Satisfy – 3:42
7. Show You – 4:11
8. Mrs. So So – 3:19
9. No Words – 3:50
10. Saw Your Face – 4:02
11. Girls In The Movies – 3:37
12. To The Club – 4:21
13. Summertime – 3:34

Traccia aggiunta nella versione Amazon
1. To The Club (Remix) – 3:27

Traccia aggiunta nella versione iTunes
1. Gotta Get Out (Migs Mix) – 4:13